# Parco nazionale Tuktut Nogait
Il parco nazionale Tuktut Nogait (in inglese Tuktut Nogait National Park) è un parco nazionale situato nei Territori del Nord-Ovest, in Canada.